# Augusta Anderson
Augusta Anderson, nata Augusta Arvida Kind (Oberga, 7 novembre 1875 – Santa Monica, 18 dicembre 1951), è stata un'attrice svedese che apparve in numerosi film statunitensi tra il 1914 e il 1937. Nella sua carriera. girò una sessantina di pellicole.
Era sposata con Andy Anderson, interprete delle commedie della Keystone e aiuto regista.

## Filmografia
- Classmates, regia di James Kirkwood (1914)
- The Broken Rose (1914)
- All for Business (1914)
- Life's Stream (1914)
- Blacksmith Ben, regia di J. Farrell MacDonald (1914)
- His Prior Claim (1914)
- The House of Silence (1914)
- Playthings of Fate (1915)
- The Undying Fire (1915)
- Fate's Protecting Arm (1915)
- The Woman Who Paid, regia di Travers Vale (1915)
- The Call of Her Child (1915)
- The Ward of the Mission
- The Bandit and the Baby
- The Maid of Romance
- The Sister's Solace
- The End of the Play (1915)
- The Test of Sincerity (1915)
- Jean the Faithful (1915)
- The Master of the Sword (1915)
- The Oriental Ruby
- For Her Happiness (1915)
- The Candidate's Past (1915)
- For Her Friend
- The Divided Locket
- The Condemning Circumstance, regia di George Reehm (1915)
- The Claim of Honor, regia di George Reehm (1915)
- The Chadford Diamonds, regia di George Reehm (1915)
- His Criminal Career, regia di George Reehm (1915)
- More Than Friends, regia di George Reehm (1915)
- Her Hidden Life
- Twice Won
- His Birthday Gift
- The Wheel of the Gods
- The Broken Wrist
- A Kentucky Episode
- The Seymour House Party
- Her Soul Revealed (1915)
- Jealousy's Fools (1915)
- The Vulture (1915)
- A Trick of Fate (1915)
- Rosa and the Author
- The Rainbow Princess, regia di J. Searle Dawley (1916)
- The Seven Swans, regia di J. Searle Dawley (1917)
- Rich Man, Poor Man, regia di J. Searle Dawley (1918)
- La capanna dello zio Tom (Uncle Tom's Cabin), regia di J. Searle Dawley (1918)
- Come Out of the Kitchen, regia di John S. Robertson (1919)
- The Career of Katherine Bush, regia di Roy William Neill (1919)
- The Amateur Wife, regia di Edward Dillon (1920)
- Sinners, regia di Kenneth S. Webb (1920)
- Guilty of Love, regia di Harley Knoles (1920)
- A Romantic Adventuress, regia di Harley Knoles (1920)
- The Blasphemer, regia di O.E. Goebel (1921)
- Belle of the Nineties, regia di Leo McCarey - scene cancellate (1934)
- Il maggiordomo (Ruggles of Red Gap), regia di Leo McCarey (1935)
- One-Way Ticket, regia di Herbert J. Biberman (1935)
- Coronado, regia di Norman Z. McLeod (1935)
- Early to Bed, regia di Norman Z. McLeod (1936)
- The Luckiest Girl in the World, regia di Edward Buzzell (1936)
- Smashing the Vice Trust, regia di Melville Shyer (1937)